# Laura Spencer
Laura Spencer (Oklahoma City, 8 maggio 1986) è un'attrice statunitense.
È conosciuta al pubblico per i ruoli di Emily Sweeney nella situation comedy The Big Bang Theory, e di Jane Bennet nella webserie Pride and Prejudice, The Lizzie Bennet Diaries.

## Biografia
Dal 2014 al 2019 compare nel ruolo di Emily Sweeney nella situation comedy The Big Bang Theory, dove interpreta la fidanzata di Raj Koothrappali. Nello stesso anno ricopre il ruolo ricorrente di Jessica Warren nella serie Bones.

## Filmografia

### Cinema
- Barking Water, regia di Sterlin Harjo (2009)
- The Familiar, regia di Miles Hanon (2009)
- Pearl, regia di King Hollis (2010)
- In the Land of Fireworks, regia di Joey Curry (2010)
- Dylan Dog - Il film (Dylan Dog: Dead of Night), regia di Kevin Munroe (2011)
- Time Expired, regia di Nick Lawrence (2011)
- Mangus!, regia di Ash Christian (2011)
- Avarice, regia di Matthew Schilling (2012)
- The Millionaire Tour, regia di Inon Shampanierg (2012)
- My Funny Valentine, regia di John Bevilacqua (2012)
- 13 minuti (13 Minutes), regia di Lindsay Gossling (2021)

### Televisione
- Funnel of Darkness – serie TV, 1 episodio (2009)
- Mad Love – serie TV, episodio 1x01 (2009)
- Criminal Minds: Suspect Behavior – serie TV, episodio 1x12 (2009)
- Redesigning Your Life with Lainey Chase, regia di Eric M. Cyphers – film TV (2011)
- Talent: The Casting Call – serie TV, episodio 2x04 (2011)
- A Christmas Kiss - Un Natale al bacio (A Christmas Kiss), regia di John Stimpson – film TV (2011)
- 2 Broke Girls – serie TV, episodio 1x12 (2011)
- Jan – serie TV, 9 episodi (2012)
- Vanessa & Jan – serie TV, 6 episodi (2012)
- Animal Practice – serie TV, episodio 1x04 (2012)
- Jessie – serie TV, episodio 2x04 (2012)
- The Lydia Bennet!! – serie TV, 34 episodi (2012)
- The Lizzie Bennet Diaries – webserie, 6 episodi (2012-2013)
- Character – webserie, 22 episodi (2012-2013)
- Switched at Birth - Al posto tuo (Switched at Birth) – serie TV, episodi 2x14-2x17-2x19 (2013)
- Coffee Shop Squatters – webserie, 6 episodi (2013)
- Sleepy Hollow – serie TV, episodi 1x13-2x05 (2014)
- Blue – webserie, episodi 3x01-3x04 (2014)
- The Big Bang Theory – serie TV, 17 episodi (2014-2017)
- Bones – serie TV, 11 episodi (2014-2017)
- Get Shorty – serie TV, episodio 2x03 (2018)

## Doppiatrici italiane
Nelle versioni in italiano delle opere in cui ha recitato, Laura Spencer è stato doppiato da:
- Elena Perino in The Big Bang Theory
- Veronica Puccio in Grey's Anatomy